# Drusilla (Buffyverso)

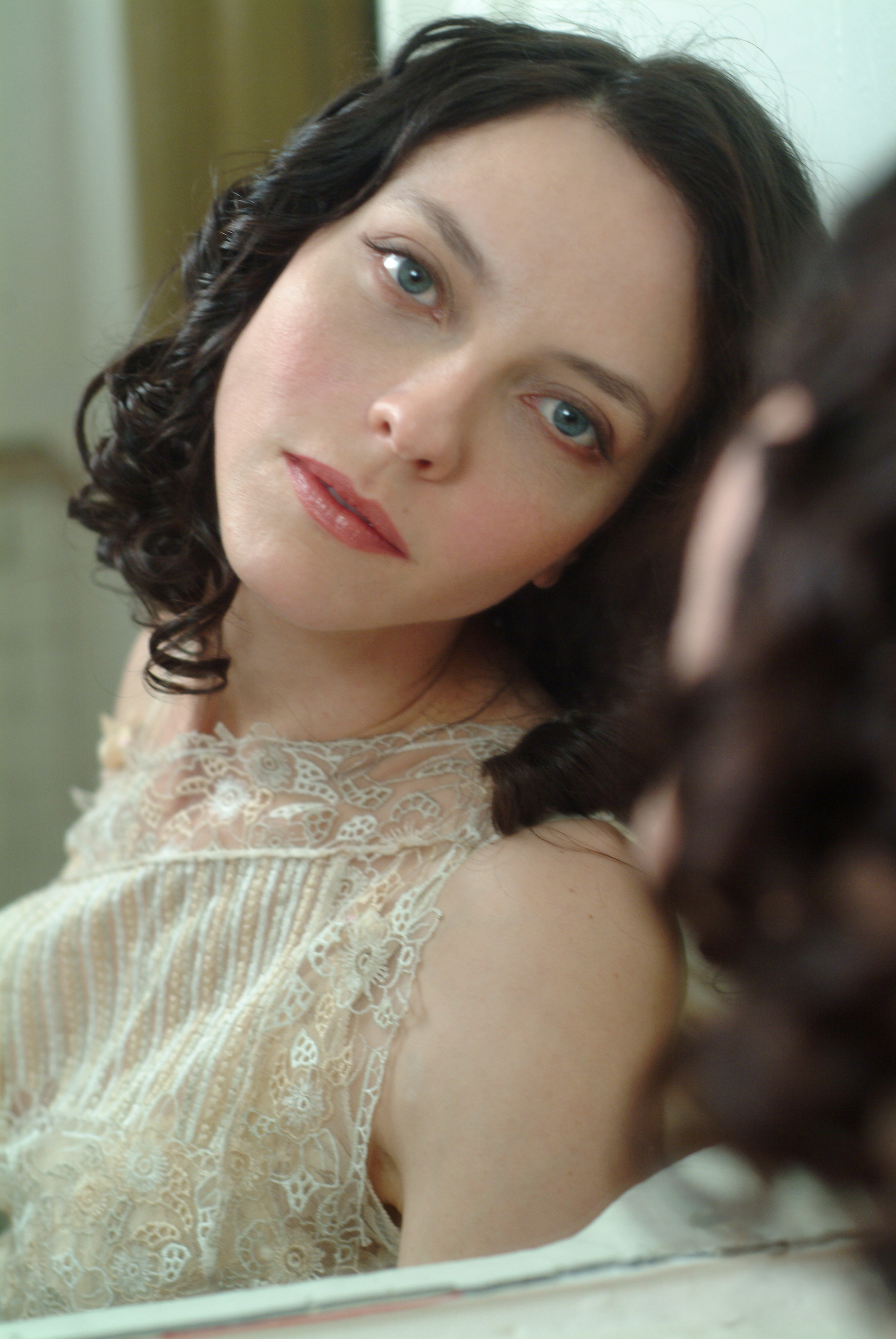
Foto de Juliet Landau.

Drusilla es un personaje ficticio, creado por Joss Whedon para las series de culto de televisión Buffy la cazavampiros y Ángel. El personaje es interpretado por Juliet Landau. Junto con Spike y el Maestro, Drusilla es la única vampiresa conocida que ha matado a una Cazadora, Kendra Young.

## Historia
La historia de Drusilla se nos muestra a través de flashbacks en numerosos episodios tanto de Buffy, la cazavampiros como en Ángel, aunque no están presentados en orden cronológico. En "Miénteme", Ángel explica que, en 1860, cuando todavía era Angelus, se obsesionó con Drusilla, una chica bella y católica que vivía con sus padres y dos hermanas en Londres, Inglaterra. Drusilla tenía habilidades psíquicas, y en ocasiones era capaz de predecir el futuro, especialmente situaciones trágicas. Sin embargo, ella pensaba que esto era una aflicción malvada, y quería entrar en un convento para intentar eliminarlo. Angelus sintió su pureza y se obsesionó en destruirla, ya que tenía el potencial de una santa. Angelus la torturó y mató a su familia, haciendo que ella se fugara a un convento en Praga. En el día en que iba a tomar sus votos sagrados, Angelus hizo que ella mirara cómo mataba a cada persona en el convento y tenía relaciones sexuales con Darla. El trauma de las atrocidades de Angelus hicieron que Drusilla se volviera loca, y Angelus eligió convertirla en vampira, ya que la consideraba una obra maestra, un testamento de su talento. 
Después de ser convertida, Drusilla, ahora una depredadora con una sexualidad infantil, se unió a Angelus y a Darla en sus viajes sangrientos. En 1880, Drusilla convirtió al joven poeta William, quien también se unió al grupo. Ella y William, luego conocido como "Spike", compartieron una relación íntima, aunque Angelus continuaba teniendo relaciones sexuales con Dru también. 
Pronto después de que Angelus fuera maldecido con un alma, Spike y Drusilla (que no sabían nada sobre su alma restaurada) se separan de Darla y Ángel. En algún momento antes de su llegada a Sunydale en 1997, Drusilla es atacada y severamente herida por una enfadada multitud en Praga, dejándola frágil y en una condición muy mala. Spike la cuida, y la pareja decide viajar a la Boca del Infierno esperando que su energía pueda restaurar la fuerza y la salud de Drusilla. 
Llegan a Sunnydale en el episodio "Terror en el Instituto", y Spike trama la caída de la cazadora actual, Buffy Summers. Cuando descubre que Drusilla puede ser curada con la sangre de quien la convirtió, Spike captura a Ángel y permite a Drusilla torturarle antes de que sea el momento de hacer el ritual. Aunque Buffy y sus amigos salvan a Ángel, el ritual se lleva a cabo satisfactoriamente. Drusilla, completamente restaurada, ahora cuida de Spike, quien ha sido temporalmente paralizado por un ataque de Buffy. Cuando Ángel se convierte en Angelus, se une nuevamente a la pareja. Drusilla pronto mata a Kendra, otra Cazadora, hipnotizándola y cortándole el cuello. Kendra es la única Cazadora que se sabe que ha sido asesinada por Drusilla. 
Drusilla y Spike se escapan a América del Sur, donde Drusilla se desilusiona con su relación, La alianza de Spike con la Cazadora, combinada con las destrezas de Dru de previsión y percepción, le hacen ver que Spike está ahora "contaminado" (No es lo suficientemente demonio para ella) y que también está desarrollando sentimientos por Buffy. Drusilla rompe con Spike, y él rechaza su oferta de ser amigos. 
Drusilla reaparece en Ángel en 2001, cuando Wolfram y Hart la traen a Los Ángeles para que vuelva a convertir en vampira a Darla, que ha sido resucitada como humana. Drusilla, que quiere a Darla como una madre, cree que le está haciendo un favor a Darla convirtiéndola y se queda perpleja por la rabia de Darla antes de que salgan nuevamente su naturaleza vampírica. Reconciliadas, las dos crean estragos en la ciudad hasta que Ángel las quema. Las dos bajan a las alcantarillas para curarse, pero Drusilla deja a Darla, quien es luego protegida por Lindsey McDonald. 
Drusilla regresa a Sunnydale en el episodio "Spike Enamorado", para persuadir a Spike de que se una a ella y a Darla en "reformar" su familia, pero, en vez de eso, Spike ve la oportunidad para demostrarle a Buffy que la quiere, ofreciéndole estacar a Drusilla. Desilusionada, Drusilla se marcha. No se oye nada de su personaje después de esta aparición. Sin embargo, en la Séptima Temporada de Buffy, el Primer Mal se presenta como Drusilla en un insatisfactorio intento para romper el espíritu de Spike.

## Poderes y habilidades
Drusilla tiene los poderes y las vulnerabilidades de cualquier vampiro. Es inmortal, sus heridas se curan, bebe sangre humana para sobrevivir, y es más fuerte que la mayoría de los humanos. La técnica de Drusilla en el combate, aunque pueda parecer torpe, le ha permitido sobrevivir en combates con Ángel (en "Reunión") y Spike (en "La Transformación, Segunda Parte"), así también para vencer a Kendra, la Cazavampiros (en "La Transformación, Primera Parte"), antes de usar su poder hipnótico para matarla. 
Como todos los vampiros, es vulnerables a objetos sagrados y la luz del sol, puede ser matada mediante la decapitación o a través de clavar una estaca en su corazón, y no puede entrar a la casa de un humano vivo a menos que sea invitada por alguien que vive allí. 
Drusilla también es una vidente con algunas habilidades psíquicas menores. Recibe visiones vívidas que pueden contener posiblemente trazos del futuro, y también pueden ver en el interior de la mente de las personas y proyectar falsas imágenes en ellos (por ejemplo, en "La Transformación, Segunda Parte", cuando ella convence a Giles de que ella es Jenny Calendar). Drusilla tiene estos poderes incluso antes de llegar a ser una vampira, su origen o causa es desconocido. También es capaz de hipnotizar a las personas. Lo hace captando la mirada fija de su presa, apretando con los dedos alrededor de los ojos de su víctima y susurrándoles. Drusilla utiliza esta técnica para matar a Kendra en el episodio "La Transformación, Primera Parte", y en la Segunda Temporada, se burla del subordinado de Spike, y le enseña sus talentos. El Maestro utiliza una destreza similar para paralizar a Buffy en "La Chica de la Profecía". 
A diferencia de muchos vampiros mostrados en la serie, pocas veces hemos visto a Drusilla en su forma demoníaca. Sólo cuando está a punto de matar a alguien, cambia la cara. 

## Personalidad y apariencia
La actriz Juliet Landau dijo que cuando recibió por primera vez el guion, se indicaba que el acento de Drusilla podría ser británico o americano. Landau sintió que Drusilla debería tener el acento cockney, de los barrios londinenses. 
La locura de Drusilla es exhibida en su diálogo extraño, que es acompañado a veces por incongruencias como "Spike, ¿te gusta mi interior? ¿Todas las partes que no puedes ver?". Su comportamiento es algo infantil, acompañado a veces por giros oscuros e irónicos. Por ejemplo, cuando está feliz, chillará y se reirá como un niño, pero es muchísimo más feliz cuando está torturando a alguien, cazando humanos, u observando algún tipo de destrucción. También le encantan las flores y los animales monos, pero no está lo bastante cuerda para cuidarlos, como ella dice: "¿Te gustan las margaritas? Yo las planto pero siempre mueren. Todo lo que pongo en el suelo se marchita y muere".

## Relaciones románticas
- Angelus: Drusilla es convertida por Angelus después de que él matara a toda su familia y la volviera loca. Como un vampiro, ella y Angelus tienen una relación sexual, y ella a veces se refiere a él como su "papá malo". Esta relación sexual continúa incluso después de que ella convierta a Spike. Cuando ella y Spike más tarde capturan a un Ángel con alma, Drusilla lo tortura, haciéndole recordar todas las cosas horribles que él le hizo a ella. Después de que Ángel perdiera su alma, continúan su intimidad, poniendo tensión en la relación de Drusilla con Spike.
- Spike: Drusilla estuvo románticamente incolucrada con Spike por más de un siglo. Eran una pareja devota. Aunque los vampiros normalmente no experimentan amor los unos por los otros, Spike y Drusilla sí lo hicieron, lo que fue notado por el Juez (quien dijo que su relación apestaba a humanidad). Viajaron alrededor del mundo, manteniéndose juntos y disfrutando. Mientras Spike vivía por y para Drusilla, ésta pocas veces era tan fiel: mantuvo una relación sexual con Ángel a pesar de los cejos y la incomodidad de Spike y también, junto con Darla, se acostó con el Inmortal. Se desilusionó bastante con Spike después de que traicionara a Angelus y se aliara con Buffy, percibiendo que los sentimientos de él hacia Buffy estaban creciendo. Drusilla abandonó a Spike por un demonio del caos en América del Sur antes de romper con él, haciendo que Spike cayera en una profunda depresión.
- El Inmortal y Darla: Drusilla experimentó un trío con el Inmortal y Darla, para disguste tanto de Spike como de Angelus. También se dice que ella y Darla pudieron tener alguna relación física.
- Xander Harris: A Drusilla le gustó Xander cuando accidentalmente todas las mujeres de Sunnydale estaban bajo un hechizo de amor ("Embrujada, Preocupada y Confusa"). Drusilla implacablemente lo persigue hasta que él entra en la casa de Buffy. Ella no puede seguirlo hasta ahí porque no ha sido invitada.
- Rupert Giles: Después de que Giles resistiera a la tortura a manos de Angelus, Drusilla lo hipnotiza y aparece ante sus ojos como Jenny Calendar. Husmeó la información necesaria de su cabeza, y lo besa por un período bastante largo. Spike y Angelus protestan sobre la longitud del beso.
- Demonio del Caos: Después de desilusionarse con Spike, Drusilla lo hace con un Demonio del Caos, que no tiene ni idea de que ella está con otra persona, y se angustia cuando un Spike celoso llega.

- Datos: Q2629733